# Kanal 2
Kanal 2 es un canal de televisión privado de Estonia perteneciente a Duo Media Networks.

## Historia
El canal inició emisiones el 1 de octubre de 1993. Inicialmente el canal emitía los fines de semana. Sin embargo, a partir del 17 de diciembre de ese año, Kanal 2 empezó a emitir durante toda la semana. 
El 1 de agosto de 2017 Kanal 2 abandonó la emisión en abierto y pasó a ser un canal codificado. La decisión se tomó con el objetivo de optimizar su gestión en torno a la programación local, así como debido al aumento de los costes publicitarios.
Desde 2019 Kanal 2 pertenece a Duo Media Networks.
El 7 de abril de 2020 Kanal 2 volvió a emitir en abierto, aunque el 1 de octubre de 2020, Kanal 2 volvió a dejar de emitir en abierto.

## Programación
La programación de Kanal 2 incluye programas de producción propia y series:
- Reporter: noticias.
- Krimi.
- Nädalalõpp Kanal 2ga.
- Jalgpallurite naised.
- Lastetaltsutaja.
- Meeleheitel koduperenaised.
- Pahad tüdrukud.
- Teadmata kadunud.

## Imagen corporativa

2009 - 2021
Desde 2021